# Игнатовское (Ивановская область)
Игнатовское — село в Фурмановском районе Ивановской области, входит в состав Иванковского сельского поселения.

## География
Село расположено на берегу речки Вондыга в 19 км на юго-восток от райцентра Фурманова.

## История
Каменная Архангельская церковь в селе колокольней была построена в 1815 году на средства прихожан. Престолов было три: в честь Архистратига Михаила и бесплотных Сил, в честь Пророка Илии и в честь вмч. Георгия.
В конце XIX — начале XX века село являлось центром Игнатовской волости Нерехтского уезда Костромской губернии, с 1918 года — в составе Середского уезда Иваново-Вознесенской губернии.
С 1929 года село являлось центром Игнатовского сельсовета Середского района Ивановской области, с 1954 года — в составе Снетиновского сельсовета, с 2005 года — в составе Иванковского сельского поселения.

## Население
| 1872 | 1897 | 1907 | 2002 | 2010 |
| ---- | ---- | ---- | ---- | ---- |
| 241  | ↘189 | ↗211 | ↘38  | ↘21  |

## Достопримечательности
В селе расположена недействующая Церковь Михаила Архангела (1815). 